# Rugby sevens nos Jogos Olímpicos de Verão de 2024 - Qualificação masculina
Este artigo detalha a fase de qualificação masculina do rugby sevens nos Jogos Olímpicos de Verão de 2024. Doze equipes conseguiram qualificação para o torneio. A França qualificou-se automaticamente como país-sede, com as quatro melhores equipes da Série Mundial de Sevens Masculino de 2022-23 conquistando vagas. Após isso, a qualificação é determinada com cada uma das seis confederações continentais determinando um representante e a vaga restante sendo determinada após um torneio de qualificação internacional de sevens.

## Equipes qualificadas
| Método                                            | Data                                       | Local      | Vagas | Classificado   |
| ------------------------------------------------- | ------------------------------------------ | ---------- | ----- | -------------- |
| País-sede                                         | —                                          | —          | 1     | França         |
| Série Mundial de 2022–23                          | 4 de novembro de 2022 – 21 de maio de 2023 | Vários     | 4     | Nova Zelândia  |
| Série Mundial de 2022–23                          | 4 de novembro de 2022 – 21 de maio de 2023 | Vários     | 4     | Argentina      |
| Série Mundial de 2022–23                          | 4 de novembro de 2022 – 21 de maio de 2023 | Vários     | 4     | Fiji           |
| Série Mundial de 2022–23                          | 4 de novembro de 2022 – 21 de maio de 2023 | Vários     | 4     | Austrália      |
| Torneio de Qualificação da América do Sul de 2023 | 17–18 de junho de 2023                     | Montevidéu | 1     | Uruguai        |
| Campeonato da RAN de 2023                         | 19–20 de agosto de 2023                    | Langford   | 1     | Estados Unidos |
| Jogos Europeus de 2023                            | 25–27 de junho de 2023                     | Cracóvia   | 1     | Irlanda        |
| Campeonato da Oceania de 2023                     | 10–12 de novembro de 2023                  | Brisbane   | 1     | Samoa          |
| Campeonato Africano de 2023                       | 16–17 de setembro de 2023                  | Harare     | 1     | Quênia         |
| Torneio de Qualificação da Ásia de 2023           | 18–19 de novembro de 2023                  | Osaka      | 1     | Japão          |
| Torneio Final de Qualificação Olímpica de 2024    | 21–23 de junho de 2024                     | Mônaco     | 1     | África do Sul  |
| Total                                             | Total                                      | Total      | Total | 12             |

## Série Mundial de Rugby Sevens de 2022–23
Como a principal rota para o torneio, quatro vagas foram determinadas por performance na série após dez torneios.
| Pos | Evento Equipe  | · Hong Kong I | · Dubai | · Cidade do Cabo | · Hamilton | · Sydney | · Los Angeles | · Vancouver | · Hong Kong II | · Singapura | · Toulouse | · Londres | Total de pontos |
| --- | -------------- | ------------- | ------- | ---------------- | ---------- | -------- | ------------- | ----------- | -------------- | ----------- | ---------- | --------- | --------------- |
| 1   | Nova Zelândia  | 8             | 17      | 19               | 19         | 22       | 22            | 13          | 22             | 22          | 22         | 14        | 200             |
| 2   | Argentina      | 13            | 12      | 12               | 22         | 8        | 19            | 22          | 13             | 19          | 19         | 20        | 179             |
| 3   | Fiji           | 19            | 8       | 13               | 10         | 17       | 17            | 10          | 19             | 17          | 8          | 18        | 156             |
| 4   | França         | 17            | 13      | 8                | 15         | 15       | 8             | 19          | 17             | 10          | 17         | 12        | 151             |
| 5   | Austrália      | 22            | 10      | 7                | 13         | 10       | 15            | 17          | 5              | 13          | 13         | 8         | 133             |
| 6   | Samoa          | 15            | 10      | 22               | 8          | 13       | 13            | 8           | 7              | 15          | 5          | 16        | 132             |
| 7   | África do Sul  | 10            | 22      | 15               | 10         | 19       | 10            | 3           | 12             | 5           | 10         | 4         | 120             |
| 8   | Irlanda        | 10            | 19      | 5                | 12         | 12       | 10            | 15          | 8              | 1           | 12         | 10        | 114             |
| 9   | Grã-Bretanha   | 5             | 5       | 10               | 5          | 10       | 12            | 10          | 15             | 12          | 10         | 6         | 100             |
| 10  | Estados Unidos | 12            | 15      | 17               | 17         | 5        | 3             | 12          | 10             | 3           | 1          | 3         | 98              |
| 11  | Espanha        | 5             | 3       | 5                | 3          | 2        | 7             | 5           | 10             | 8           | 7          | 2         | 57              |
| 12  | Uruguai        | 3             | 7       | 10               | 1          | 3        | 5             | 5           | 5              | 10          | 5          | 0         | 54              |
| 13  | Quênia         | 1             | 5       | 3                | 7          | 5        | 1             | 7           | 1              | 7           | 3          | 0         | 40              |
| 14  | Canadá         | 7             | 2       | 2                | 2          | 1        | 5             | 1           | 2              | 2           | 15         | 0         | 39              |
| 15  | Japão          | 2             | 1       | 1                | 1          | 1        | 2             | 2           | 1              | 5           | 2          | 0         | 18              |
| 16  | Tonga          | —             | —       | —                | 5          | 7        | —             | —           | —              | —           | —          | 0         | 12              |
| 17  | Hong Kong      | 1             | —       | —                | —          | —        | —             | —           | 3              | 1           | —          | —         | 5               |
| 18  | Chile          | —             | —       | —                | —          | —        | 1             | 1           | —              | —           | —          | —         | 2               |
| 19  | Uganda         | —             | 1       | 1                | —          | —        | —             | —           | —              | —           | —          | —         | 2               |
| 20  | Alemanha       | —             | —       | —                | —          | —        | —             | —           | —              | —           | 1          | —         | 1               |

Fonte: World Rugby
| Legenda                                                                                                   | Legenda                                                                                |
| --- | -------------------------------------------------------------------------------------- |
| Qualificação para o torneio masculino                                                                     |                                                                                        |
| Qualificado como uma das quatro equipes elegíveis mais bem colocadas na Série Mundial [4]                 |                                                                                        |
| Automaticamente qualificado                                                                               |                                                                                        |
| Qualificado para a Série Mundial de 2023–24                                                               |                                                                                        |
| Participou dos play-offs da rodada final para o status de equipe principal na Série Mundial de de 2023–24 |                                                                                        |
| Sem cor                                                                                                   | Equipe principal e requalificada como equipe principal para a Série Mundial de 2023–24 |
| Rosa | Rebaixado do status de equipe principal para 2023–24 [5]                               |
| Amarelo                                                                                                   | Equipe convidada                                                                       |

## África
A Rugby Africa realizou o Torneio de Rugby Sevens Masculino da África em 16 e 17 de setembro de 2023 em Harare, Zimbabwe, com os torneios regionais de 2022 servindo como qualificatórios para o torneio final. A seleção vencedora, o Quênia, ganhou vaga direta para os Jogos Olímpicos, enquanto África do Sul e Uganda receberam vagas para o Torneio Final de Qualificação Olímpica.
- Argélia
- Burquina Fasso
- Costa do Marfim
- Quênia
- Madagáscar
- Namíbia
- Nigéria
- África do Sul
- Tunísia
- Uganda
- Zâmbia
- Zimbábue

Grupo A
| Equipe          | Pds | V | E | D | PP  | PC  | SP   | Pts |
| --------------- | --- | - | - | - | --- | --- | ---- | --- |
| África do Sul   | 3   | 3 | 0 | 0 | 120 | 14  | +106 | 9   |
| Madagáscar      | 3   | 2 | 0 | 1 | 97  | 48  | +49  | 7   |
| Tunísia         | 3   | 1 | 0 | 2 | 38  | 91  | –53  | 5   |
| Costa do Marfim | 3   | 0 | 0 | 3 | 10  | 112 | –102 | 3   |

Grupo B
| Equipe  | Pds | V | E | D | PP  | PC  | SP   | Pts |
| ------- | --- | - | - | - | --- | --- | ---- | --- |
| Quênia  | 3   | 3 | 0 | 0 | 112 | 22  | +100 | 9   |
| Zâmbia  | 3   | 2 | 0 | 1 | 81  | 62  | +19  | 7   |
| Nigéria | 3   | 1 | 0 | 2 | 44  | 91  | –47  | 5   |
| Namíbia | 3   | 0 | 0 | 3 | 31  | 103 | –72  | 3   |

Grupo C
| Equipe         | Pds | V | E | D | PP | PC  | SP   | Pts |
| -------------- | --- | - | - | - | -- | --- | ---- | --- |
| Zimbábue       | 3   | 2 | 1 | 0 | 94 | 22  | +72  | 8   |
| Uganda         | 3   | 2 | 0 | 1 | 86 | 61  | +25  | 7   |
| Burquina Fasso | 3   | 1 | 1 | 1 | 72 | 55  | +17  | 6   |
| Argélia        | 3   | 0 | 0 | 3 | 19 | 133 | –114 | 3   |

Fase eliminatória
|  | Quartas de final        | Quartas de final        |                         |        | Semifinais     | Semifinais     |  |  | Final                   | Final |
|  |                         |                         |                         |        |                |                |  |  |                         |       |
|  | 17 de setembro – Harare |                         |                         |        |                |                |  |  |                         |       |
|  |                         |                         |                         |        |                |                |  |  |                         |       |
|  | Quênia                  | 26                      |                         |        |                |                |  |  |                         |       |
|  | Quênia                  | 26                      | 17 de setembro – Harare |        |                |                |  |  |                         |       |
|  | Burquina Fasso          | 0                       |                         |        |                |                |  |  |                         |       |
|  | Burquina Fasso          | 0                       | Quênia                  | 33     |                |                |  |  |                         |       |
|  | 17 de setembro – Harare |                         | Quênia                  | 33     |                |                |  |  |                         |       |
|  |                         | Zimbábue                | 10                      |        |                |                |  |  |                         |       |
|  | Zimbábue                | Zimbábue                | 10                      | 26     |                |                |  |  |                         |       |
|  | Zimbábue                |                         | 17 de setembro – Harare | 26     |                |                |  |  |                         |       |
|  | Madagáscar              | 10                      |                         |        |                |                |  |  |                         |       |
|  | Madagáscar              | 10                      | Quênia                  | 17     |                |                |  |  |                         |       |
|  | 17 de setembro – Harare |                         | Quênia                  | 17     |                |                |  |  |                         |       |
|  |                         | África do Sul           | 12                      |        |                |                |  |  |                         |       |
|  | Zâmbia                  | África do Sul           | 12                      | 15     |                |                |  |  |                         |       |
|  | Zâmbia                  | 17 de setembro – Harare |                         | 15     |                |                |  |  |                         |       |
|  | Uganda                  | 29                      |                         |        |                |                |  |  |                         |       |
|  | Uganda                  | 29                      | Uganda                  | 14     | Terceiro lugar | Terceiro lugar |  |  |                         |       |
|  | 17 de setembro – Harare |                         | Uganda                  | 14     | Terceiro lugar | Terceiro lugar |  |  |                         |       |
|  |                         | África do Sul           | 26                      |        |                |                |  |  |                         |       |
|  | África do Sul           | África do Sul           | 26                      | 27     | Zimbábue       | 12             |  |  |                         |       |
|  | África do Sul           |                         |                         | 27     | Zimbábue       | 12             |  |  |                         |       |
|  | Nigéria                 | 0                       |                         | Uganda | 24             |                |  |  |                         |       |
|  | Nigéria                 | 0                       |                         |        | 24             |                |  |  |                         |       |
|  |                         |                         |                         |        |                |                |  |  | 17 de setembro – Harare |       |
|  |                         |                         |                         |        |                |                |  |  |                         |       |

## América do Norte
A Rugby Americas North realizou o Torneio de Rugby Sevens da RAN em 19 e 20 de agosto de 2023 em Langford.
Grupo A
| Equipe         | Pds | V | E | D | PP  | PC | SP   | Pts |
| -------------- | --- | - | - | - | --- | -- | ---- | --- |
| Estados Unidos | 2   | 2 | 0 | 0 | 102 | 0  | +102 | 6   |
| México         | 2   | 1 | 0 | 1 | 35  | 47 | –12  | 4   |
| Bermudas       | 2   | 0 | 0 | 2 | 7   | 97 | –90  | 2   |

Grupo B
| Equipe   | Pds | V | E | D | PP | PC | SP  | Pts |
| -------- | --- | - | - | - | -- | -- | --- | --- |
| Canadá   | 2   | 2 | 0 | 0 | 59 | 12 | +47 | 6   |
| Jamaica  | 2   | 1 | 0 | 1 | 41 | 21 | +20 | 4   |
| Barbados | 2   | 0 | 0 | 2 | 0  | 67 | –67 | 2   |

Fase eliminatória
|  | Quartas de final        | Quartas de final |                         |    | Semifinal | Semifinal      |                |  | Final | Final |
|  |                         |                  |                         |    |           |                |                |  |       |       |
|  |                         |                  |                         |    |           |                |                |  |       |       |
|  |                         |                  |                         |    |           |                |                |  |       |       |
|  |                         |                  |                         |    |           |                |                |  |       |       |
|  | 20 de agosto – Langford |                  |                         |    |           |                |                |  |       |       |
|  |                         |                  |                         |    |           |                |                |  |       |       |
|  | Canadá                  | 54               |                         |    |           |                |                |  |       |       |
|  | Canadá                  | 54               | 20 de agosto – Langford |    |           |                |                |  |       |       |
|  |                         |                  | México                  | 5  |           |                |                |  |       |       |
|  | México                  | 29               | México                  | 5  |           |                |                |  |       |       |
|  | México                  | 29               | 20 de agosto – Langford |    |           |                |                |  |       |       |
|  | Barbados                | 5                |                         |    |           |                |                |  |       |       |
|  | Barbados                | 5                | Canadá                  | 14 |           |                |                |  |       |       |
|  |                         |                  | Canadá                  | 14 |           |                |                |  |       |       |
|  |                         | Estados Unidos   | 24                      |    |           |                |                |  |       |       |
|  |                         | Estados Unidos   | 24                      |    |           |                |                |  |       |       |
|  | 20 de agosto – Langford |                  |                         |    |           |                |                |  |       |       |
|  |                         |                  |                         |    |           |                |                |  |       |       |
|  | Estados Unidos          | 30               |                         |    |           |                |                |  |       |       |
|  | Estados Unidos          | 30               | 20 de agosto – Langford |    |           |                |                |  |       |       |
|  |                         |                  | Jamaica                 | 0  |           | Terceiro lugar | Terceiro lugar |  |       |       |
|  | Jamaica                 | 45               | Jamaica                 | 0  |           | Terceiro lugar | Terceiro lugar |  |       |       |
|  | Jamaica                 | 45               | 20 de agosto – Langford |    |           |                |                |  |       |       |
|  | Bermudas                | 0                |                         |    |           |                |                |  |       |       |
|  | Bermudas                | 0                | México                  | 10 |           |                |                |  |       |       |
|  |                         |                  |                         |    |           |                |                |  |       |       |
|  | Jamaica                 | 7                |                         |    |           |                |                |  |       |       |
|  | Jamaica                 | 7                |                         |    |           |                |                |  |       |       |

## América do Sul
A Sudamérica Rugby realizou um torneio em 17 e 18 de junho de 2023 em Montevidéu, Uruguai. Todos os nove países com adesão plena ao World Rugby foram convidados a participar nos torneios masculino e feminino, mas apenas seis deles reconheceram e confirmaram a sua participação no torneio masculino.
| Equipe   | Pds | V | E | D | PP  | PC  | SP   | Pts |
| -------- | --- | - | - | - | --- | --- | ---- | --- |
| Uruguai  | 5   | 5 | 0 | 0 | 191 | 26  | +165 | 15  |
| Chile    | 5   | 4 | 0 | 1 | 169 | 19  | +150 | 13  |
| Brasil   | 5   | 3 | 0 | 2 | 142 | 75  | +67  | 11  |
| Colômbia | 5   | 2 | 0 | 3 | 50  | 159 | –109 | 9   |
| Paraguai | 5   | 1 | 0 | 4 | 38  | 127 | –89  | 7   |
| Peru     | 5   | 0 | 0 | 5 | 17  | 201 | –184 | 5   |

Terceiro lugar
|  | Terceiro lugar  |    |
|  |                 |    |
|  | Brasil (a.e.t.) | 19 |
|  | Colômbia        | 14 |

Final
|  | Final   |    |
|  |         |    |
|  | Uruguai | 12 |
|  | Chile   | 5  |

## Ásia
A Asia Rugby realizou um torneio em 18 e 19 de novembro de 2023 em Osaka, Japão.
Grupo A
| Equipe        | Pds | V | E | D | PP | PC  | SP  | Pts |
| ------------- | --- | - | - | - | -- | --- | --- | --- |
| Japão         | 3   | 2 | 0 | 1 | 98 | 21  | +77 | 7   |
| China         | 3   | 2 | 0 | 1 | 81 | 50  | +31 | 7   |
| Coreia do Sul | 3   | 2 | 0 | 1 | 72 | 53  | +19 | 7   |
| Índia         | 3   | 0 | 0 | 3 | 7  | 134 | –27 | 3   |

Grupo B
| Equipe                 | Pds | V | E | D | PP  | PC  | SP   | Pts |
| ---------------------- | --- | - | - | - | --- | --- | ---- | --- |
| Hong Kong              | 3   | 3 | 0 | 0 | 129 | 0   | +129 | 9   |
| Emirados Árabes Unidos | 3   | 2 | 0 | 1 | 90  | 31  | +59  | 7   |
| Tailândia              | 3   | 1 | 0 | 2 | 17  | 107 | –90  | 5   |
| Singapura              | 3   | 0 | 0 | 3 | 14  | 112 | –98  | 3   |

Fase eliminatória
|  | Semifinal              | Semifinal |                        |    | Final | Final |
|  |                        |           |                        |    |       |       |
|  | 19 de novembro – Osaka |           |                        |    |       |       |
|  |                        |           |                        |    |       |       |
|  | Japão                  | 21        |                        |    |       |       |
|  | Japão                  | 21        | 19 de novembro – Osaka |    |       |       |
|  | Emirados Árabes Unidos | 5         |                        |    |       |       |
|  | Emirados Árabes Unidos | 5         | Japão                  | 21 |       |       |
|  | 19 de novembro – Osaka |           | Japão                  | 21 |       |       |
|  |                        | Hong Kong | 14                     |    |       |       |
|  | Hong Kong              | Hong Kong | 14                     | 19 |       |       |
|  | Hong Kong              |           |                        | 19 |       |       |
|  | China                  | 12        |                        |    |       |       |
|  | China                  | 12        | Terceiro lugar         |    |       |       |
|  |                        |           |                        |    |       |       |
|  | 19 de novembro – Osaka |           |                        |    |       |       |
|  |                        |           |                        |    |       |       |
|  | Emirados Árabes Unidos | 0         |                        |    |       |       |
|  | Emirados Árabes Unidos | 0         |                        |    |       |       |
|  | China                  | 36        |                        |    |       |       |

## Europa
A Rugby Europe realizou um torneio em 25, 26 e 27 de junho de 2023 em Cracóvia, Polônia.
As equipes elegíveis a participar do torneio incluíam:
- As nove melhores equipes olímpicas na Série Grand Prix de Sevens Masculino da Europa de 2023, com a Inglaterra representando a Grã-Bretanha.
- As duas melhores equipes no Troféu Europeu de Rugby Sevens Masculino de 2023
- A vencedora do Torneio de Conferência de Rugby Sevens Masculino de 2023

A Irlanda venceu o torneio e garantiu vaga para os Jogos Olímpicos de 2024. A segunda e a terceira colocadas, Grã-Bretanha e Espanha, garantiram vaga para disputar o torneio final de qualificação.
Grupo A
| Equipe   | Pds | V | E | D | PP  | PC  | SP   | Pts |
| -------- | --- | - | - | - | --- | --- | ---- | --- |
| Irlanda  | 3   | 3 | 0 | 0 | 123 | 14  | +109 | 9   |
| Alemanha | 3   | 1 | 1 | 1 | 73  | 38  | +35  | 6   |
| Itália   | 3   | 1 | 1 | 1 | 76  | 57  | +19  | 6   |
| Polônia  | 3   | 0 | 0 | 3 | 0   | 163 | –163 | 3   |

Grupo B
| Equipe  | Pds | V | E | D | PP  | PC | SP  | Pts |
| ------- | --- | - | - | - | --- | -- | --- | --- |
| Espanha | 3   | 3 | 0 | 0 | 101 | 33 | +68 | 9   |
| Geórgia | 3   | 2 | 0 | 1 | 38  | 56 | –18 | 7   |
| Bélgica | 3   | 1 | 0 | 2 | 59  | 47 | +12 | 5   |
| Chéquia | 3   | 0 | 0 | 3 | 35  | 97 | –62 | 3   |

Grupo C
| Equipe       | Pds | V | E | D | PP  | PC  | SP  | Pts |
| ------------ | --- | - | - | - | --- | --- | --- | --- |
| Grã-Bretanha | 3   | 3 | 0 | 0 | 100 | 5   | +95 | 9   |
| Portugal     | 3   | 2 | 0 | 1 | 88  | 50  | +38 | 7   |
| Lituânia     | 3   | 1 | 0 | 2 | 36  | 72  | –36 | 5   |
| Romênia      | 3   | 0 | 0 | 3 | 17  | 114 | –97 | 3   |

Fase eliminatória
|  | Quartas de final       | Quartas de final       |                        |         | Semifinais     | Semifinais     |  |  | Final                  | Final |
|  |                        |                        |                        |         |                |                |  |  |                        |       |
|  | 26 de junho – Cracóvia |                        |                        |         |                |                |  |  |                        |       |
|  |                        |                        |                        |         |                |                |  |  |                        |       |
|  | Irlanda                | 26                     |                        |         |                |                |  |  |                        |       |
|  | Irlanda                | 26                     | 27 de junho – Cracóvia |         |                |                |  |  |                        |       |
|  | Bélgica                | 12                     |                        |         |                |                |  |  |                        |       |
|  | Bélgica                | 12                     | Irlanda                | 24      |                |                |  |  |                        |       |
|  | 26 de junho – Kraków   |                        | Irlanda                | 24      |                |                |  |  |                        |       |
|  |                        | Portugal               | 0                      |         |                |                |  |  |                        |       |
|  | Geórgia                | Portugal               | 0                      | 5       |                |                |  |  |                        |       |
|  | Geórgia                |                        | 27 de junho – Cracóvia | 5       |                |                |  |  |                        |       |
|  | Portugal               | 31                     |                        |         |                |                |  |  |                        |       |
|  | Portugal               | 31                     | Irlanda                | 26      |                |                |  |  |                        |       |
|  | 26 de junho – Cracóvia |                        | Irlanda                | 26      |                |                |  |  |                        |       |
|  |                        | Grã-Bretanha           | 12                     |         |                |                |  |  |                        |       |
|  | Espanha                | Grã-Bretanha           | 12                     | 36      |                |                |  |  |                        |       |
|  | Espanha                | 27 de junho – Cracóvia |                        | 36      |                |                |  |  |                        |       |
|  | Itália                 | 7                      |                        |         |                |                |  |  |                        |       |
|  | Itália                 | 7                      | Espanha                | 7       | Terceiro lugar | Terceiro lugar |  |  |                        |       |
|  | 26 de junho – Kraków   |                        | Espanha                | 7       | Terceiro lugar | Terceiro lugar |  |  |                        |       |
|  |                        | Grã-Bretanha           | 19                     |         |                |                |  |  |                        |       |
|  | Grã-Bretanha           | Grã-Bretanha           | 19                     | 14      | Portugal       | 0              |  |  |                        |       |
|  | Grã-Bretanha           |                        |                        | 14      | Portugal       | 0              |  |  |                        |       |
|  | Alemanha               | 10                     |                        | Espanha | 42             |                |  |  |                        |       |
|  | Alemanha               | 10                     |                        |         | 42             |                |  |  |                        |       |
|  |                        |                        |                        |         |                |                |  |  | 27 de junho – Cracóvia |       |
|  |                        |                        |                        |         |                |                |  |  |                        |       |

## Oceania
A Oceania Rugby realizou o Torneio de Sevens Masculino da Oceania de 7 a 9 de novembro de 2023 em Brisbane, Austrália.
Grupo B (pré-olímpico)
| Equipe          | Pds | V | E | D | PP  | PC  | SP   | Pts |
| --------------- | --- | - | - | - | --- | --- | ---- | --- |
| Samoa           | 4   | 4 | 0 | 0 | 184 | 0   | +184 | 12  |
| Ilhas Salomão   | 4   | 3 | 0 | 1 | 105 | 74  | +31  | 10  |
| Ilhas Cook      | 4   | 2 | 0 | 2 | 62  | 75  | –13  | 8   |
| Tuvalu          | 4   | 1 | 0 | 3 | 48  | 96  | –48  | 6   |
| Samoa Americana | 4   | 0 | 0 | 4 | 12  | 166 | –154 | 4   |

Grupo C (pré-olímpico)
| Equipe           | Pds | V | E | D | PP  | PC  | SP   | Pts |
| ---------------- | --- | - | - | - | --- | --- | ---- | --- |
| Papua-Nova Guiné | 4   | 4 | 0 | 0 | 156 | 33  | +123 | 12  |
| Tonga            | 4   | 3 | 0 | 1 | 214 | 36  | +178 | 10  |
| Vanuatu          | 4   | 2 | 0 | 2 | 43  | 136 | –93  | 8   |
| Nauru            | 4   | 1 | 0 | 3 | 43  | 109 | –66  | 6   |
| Kiribati         | 4   | 0 | 0 | 4 | 20  | 162 | –142 | 4   |

Final pré-olímpica
|  | Final            |    |
|  |                  |    |
|  | Samoa            | 24 |
|  | Papua-Nova Guiné | 0  |

## Evento de qualificação olímpica
O Torneio Final de Qualificação Olímpica de 2024 foi agendado para 21 a 23 de junho de 2024, em Mônaco. Dois vice-campeões de cada uma das seis confederações continentais estavam elegíveis para participar do torneio, com o vencedor ganhando a última vaga restante para Paris 2024.
| Método                                            | Data                      | Local      | Vagas | Classificado     |
| ------------------------------------------------- | ------------------------- | ---------- | ----- | ---------------- |
| Torneio de Qualificação da América do Sul de 2023 | 17–18 de junho de 2023    | Montevidéu | 2     | Chile            |
| Torneio de Qualificação da América do Sul de 2023 | 17–18 de junho de 2023    | Montevidéu | 2     | Brasil           |
| Jogos Europeus de 2023                            | 25–27 de junho de 2023    | Cracóvia   | 2     | Grã-Bretanha     |
| Jogos Europeus de 2023                            | 25–27 de junho de 2023    | Cracóvia   | 2     | Espanha          |
| Campeonato da RAN de 2023                         | 19–20 de agosto de 2023   | Langford   | 2     | Canadá           |
| Campeonato da RAN de 2023                         | 19–20 de agosto de 2023   | Langford   | 2     | México           |
| Campeonato Africano de 2023                       | 16–17 de setembro de 2023 | Harare     | 2     | África do Sul    |
| Campeonato Africano de 2023                       | 16–17 de setembro de 2023 | Harare     | 2     | Uganda           |
| Campeonato da Oceania de 2023                     | 10–12 de novembro de 2023 | Brisbane   | 2     | Papua-Nova Guiné |
| Campeonato da Oceania de 2023                     | 10–12 de novembro de 2023 | Brisbane   | 2     | Tonga            |
| Torneio de Qualificação da Ásia de 2023           | 18–19 de novembro de 2023 | Osaka      | 2     | Hong Kong        |
| Torneio de Qualificação da Ásia de 2023           | 18–19 de novembro de 2023 | Osaka      | 2     | China            |
| Total                                             | Total                     | Total      | 12    |                  |